# Jamie N Commons
Jamie N Commons (* 22. Oktober 1988 in Bristol) ist ein englischer Popmusiker, der in der Mitte 2010er Jahre vor allem mit seinen Kollaborationen international bekannt wurde.

## Biografie
Jamie Commons verbrachte einen Großteil seiner Jugend in Chicago und kehrte erst mit 16 Jahren nach Südwestengland zurück. Aus den USA brachte er seine Begeisterung für Bluesmusik mit. Er ging nach London, um am Goldsmiths Musik zu studieren. Er trat auch als Musiker auf und wurde vom Label Luv Luv Luv entdeckt, das 2011 seine erste EP The Baron veröffentlichte. Sie brachte ihm so viel Aufmerksamkeit, dass die BBC ihn in ihre Newcomer-Liste Sound of 2012 aufnahm.
2012 brachte ihm aber keinen Durchbruch, es dauerte ein weiteres Jahr, bis die zweite EP Rumble and Sway, produziert von Alex da Kid, erschien. Der Titelsong lief auch in den amerikanischen Radiostationen. Danach lud ihn der Rapper Eminem ein und sie nahmen gemeinsam den Song Desperation auf, der es in die Rap-Sales-Charts schaffte. Den endgültigen Durchbruch brachte aber eine Zusammenarbeit mit den X Ambassadors. Der gemeinsame Song Jungle war 2014 ein Charthit in England und den USA, wo er mit Platin ausgezeichnet wurde. Auch auf dem europäischen Kontinent war er erfolgreich. Er machte auch die Band aus New York international bekannt.
Im selben Jahr entstand auch der Song Karma. Er wurde als Titelsong des 2015 erschienenen Computerspiels Battlefield Hardline bekannt. Im Jahr darauf sollte sein Debütalbum erscheinen, es wurde aber nur seine dritte EP daraus. Dafür hatte er  mit dem französischen DJ Kungs mit Don’t You Know einen weiteren Charthit in Europa, der in Frankreich Platin bekam.
Danach wurde es ruhiger um ihn, erst 2019 kehrte Commons mit einer Reihe weiterer Veröffentlichungen zurück. 2020 arbeitete er mit dem Norweger Kygo zusammen und hatte mit Feels Like Forever einen kleineren Dance-Hit in den USA.

## Diskografie
EPs
- The Baron (2011)
- Rumble and Sway (2013)
- Jamie N Commons (2016)
- Fever Dreams (2019)

Lieder
- Devil in Me (2012)
- Lead Me Home (2013)
- Rumble and Sway (2013)
- Jungle (mit den X Ambassadors, 2013)
- Immigrant Song (2014)
- Karma (Hardline) (2014)
- Marathon (2015)
- Let’s Do It Till We Get It Right (2016)
- Paper Dreams (2018)
- Won’t Let Go (2019)
- Runaway Train (Jamie N Commons & Skylar Grey featuring Gallant, 2019)
- Start Again (2019)
- Heartbreak (2019)
- Feels Like Forever (mit Kygo, 2020)

Gastbeiträge
- Desperation / Eminem featuring Jamie N Commons (2013)
- Don’t You Know / Kungs featuring Jamie N Commons (2016)